# Tulsidas Balaram
Tulsidas Balaram (* 30. November 1936 in Secunderabad; † 16. Februar 2023 in Kalkutta) war ein indischer Fußballspieler.

## Karriere
Tulsidas Balaram gewann mit dem Hyderabad City Police FC 1956/57 die Santosh Trophy. Später war er beim SC East Bengal und beim Bengal Nagpur Railway FC aktiv.
Für die indische Nationalmannschaft bestritt er 27 Länderspiele und erzielte dabei 10 Tore. Er nahm unter anderem an den Asienspielen 1958 teil und gewann bei selbigen vier Jahre später die Goldmedaille.
Des Weiteren nahm er an den Olympischen Spielen 1956 in Melbourne teil, wo er mit dem indischen Team das Spiel um Bronze erreichte, dort jedoch mit 0:3 Bulgarien unterlag. Auch bei den Olympischen Spielen 1960 in Rom gehörte Balaram zum Kader Indiens.
1963 beendete Balaram seine Karriere.
Im Jahr 2021 wurde ihm ein Blutgerinnsel aus seinem Gehirn entfernt.
Tulsidas Balaram lebte in Uttarpara. Am 26. Dezember 2022 wurde er wegen eines Völlegefühls in ein Krankenhaus in Kalkutta eingeliefert. Am 16. Februar 2023 starb er im Alter von 86 Jahren.